# Ottavio Leoni
Ottavio Leoni, född 1578 i Rom, död där 4 september 1630, var en italiensk målare och grafiker. Han utförde målningar för flera av Roms kyrkor, bland annat Bebådelsen för Sant'Eustachio. År 1614 blev han principe för Accademia di San Luca.